# Redes de transporte óptico

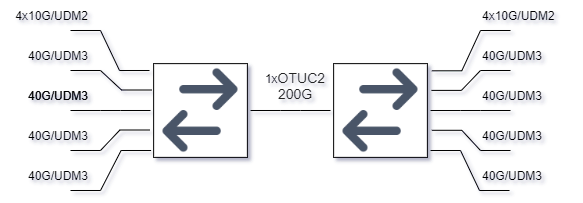
Diagrama de función de un transpondedor/muxpondedor a 200Gbit/s, agregando 4x40Gbit/s y 4x10Gbit/s in hacia un solo OTN troncal 200Gbit/s en el estándar OTU2C.

Las redes de transporte óptico (en inglés Optical Transport Network, OTN) son un conjunto de elementos de red ópticos conectados mediante fibra óptica capaces de proveer transporte, multiplexación, enrutado, gestión y supervisión de las señales ópticas.
La red de transporte óptico según la norma G.709 permitirá que los operadores preparen el terreno para una infraestructura de red de servicios múltiples optimizada en tráfico IP.
Las recomendaciones ITU-T G.872, G.709 y G.798 definen las Redes de Transporte Óptica (OTN) o Jerarquías de Transporte Óptico (OTH) como la nueva generación de tecnologías de transmisión digital.
Este tipo de tecnología está basada en el protocolo G.709 que se está extendiendo más allá del dominio eléctrico de transición para el transporte digital y se está convirtiendo rápidamente en un marco estándar para gestionar señales tanto eléctricas como ópticas. En otras palabras, impulsando longitudes de onda ópticas, la tecnología OTN ha permitido la transformación de las Redes de Transporte básicas en redes ópticas reales de múltiples longitudes de onda. 
Los beneficios de la tecnología OTN son los siguientes: 
- Mejora la transparencia y sincronización del servicio por medio del uso del recubridor digital G.709.
- Ofrece cross-conectividad Terabit Gbit/s por path y Tbit/s por fibra.
- Su FEC fuera de banda mejora el rendimiento del transporte.
- Ofrece cross-conectividad sub-lambda ODU XC y grooming de tráfico.
- Permite monitoreo de desempeño ODU de extremo a extremo, detección de degradación y fallas.
- Permite gestión tanto en banda como fuera de banda.
- Cuenta con capacidades de operación, administración y mantenimiento.
- Ofrece más opciones de protección y CoS que las soluciones anteriores.
- Permite agregar encabezados a lambda y multi-lambda en la gestión OTS, OMS, OCH.
- Ofrece internetworking a nivel de gestión y control físico estandarizado.

La OTN también ofrece otras ventajas en comparación con las alternativas SDH/SONET. Como ejemplos específicos se puede mencionar FEC fuera de banda, información completamente transparente sobre el servicio y la sincronización y grandes capacidades de conmutación y transporte ~Tbit/s. 
La diversidad de granularidad de conmutación superior de la OTN sobre SDH asegura mayor efectividad y menores costos cuando se utiliza en servicios IP de banda ancha.